# Soudní znalec
Soudní znalec (či jen zkráceně znalec) zpracovává znalecké posudky a vykonává jinou odbornou činnost pro potřeby především soudů, ale i jiných orgánů, institucí a osob. Oprávnění vykonávat znaleckou činnost vzniká zápisem do seznamu znalců, kam jsou jednotliví znalci zapisováni pro konkrétní obor, odvětví a specializaci a který vede ministerstvo spravedlnosti. Znalecké posudky mohou být vyžádány také od znaleckých kanceláří nebo znaleckých ústavů. V podobném postavení jako soudní znalec je i soudní tlumočník nebo soudní překladatel.

## Zápis do seznamu znalců
Seznam znalců, plným názvem Seznam znalců, znaleckých kanceláří a znaleckých ústavů (spuštění je plánováno během roku 2021), vede ministerstvo spravedlnosti jako informační systém veřejné správy (do konce roku 2020 vedl každý krajský soud svůj vlastní seznam znalců a tlumočníků). Znalcem může být ten, kdo je odborně způsobilý, to znamená, že má odpovídající vysokoškolské vzdělání a alespoň 5 let aktivní praxe nebo jiné osvědčení o své odborné způsobilosti. Musí také složit vstupní zkoušku. Dalšími podmínkami pro zápis do seznamu znalců je bezúhonnost, plná svéprávnost, odpovídající materiálně technické zázemí a přístrojové vybavení, to, že žadatel o zápis není v úpadku, a také to, zda už dříve nebyl významně sankcionován kvůli porušení povinností znalce. V případě cizinců je nutná i kontaktní adresa na území České republiky.
Ještě před zápisem do seznamu znalců navíc musí bez výhrady složit slib do rukou ministra spravedlnosti, který zní: „Slibuji, že při své znalecké činnosti budu dodržovat právní předpisy, že znaleckou činnost budu vykonávat podle svého nejlepšího vědomí a svědomí, nezávisle a nestranně, že budu plně využívat všech svých znalostí a dbát o jejich rozvoj a že zachovám mlčenlivost o skutečnostech, o nichž jsem se při výkonu znalecké činnosti dozvěděl.“
Na žádost znalce ministerstvo spravedlnosti jeho oprávnění vykonávat znaleckou činnost pozastaví, ale nejdéle na dobu šesti let. Může takto rozhodnout také např. tehdy, pokud je znalec trestně stíhán nebo probíhá řízení o omezení jeho svéprávnosti. Oprávnění vykonávat znaleckou činnost může také zcela zaniknout. Kromě smrti nebo oznámení znalce o ukončení znalecké činnosti se tak stane rozhodnutím ministerstva spravedlnosti o zrušení tohoto oprávnění. Důvodem může být, že znalec již pro svou činnost nesplňuje zákonné podmínky, není-li pojištěn, je-li prakticky neaktivní nebo pokud závažným způsobem nebo opakovaně porušuje své povinnosti. Případně také jestliže mu zdravotní nebo jiné vážné důvody dlouhodobě znemožňují výkon znalecké činnosti a nebylo-li kvůli tomu jeho oprávnění pouze pozastaveno.

## Výkon znalecké činnosti
Ačkoliv jsou znalci pro rozlišení od obecného smyslu slova označováni souslovím „soudní znalec“, znalecké posudky se uplatňují nejen u soudních řízení, ale i u správních řízení a různých právních jednání pro soukromé subjekty. Působnost znalců je celostátní a není-li pro určitý obor dostupný žádný zapsaný znalec, může jím být jednorázově ustanovena i v seznamu znalců nezapsaná osoba. Znalci mají při výkonu své činnosti povinnost mlčenlivosti a dohled nad nimi vykonává ministerstvo spravedlnosti, které má pro určité obory zřízeny poradní sbory pro znalecké otázky. Znalci odpovídají i za způsobenou škodu a proto mají také povinnost být pojištěni.
Na vyžádání orgánu veřejné moci, zejména soudu, má znalec povinnost podat znalecký posudek, posudky pro soukromé osoby vypracovává na základě dohody s nimi. Svou činnost vykonává zásadně osobně, může ale přibrat konzultanta. Zásadní je, že znalec nesmí být při provedení znaleckého úkonu podjatý, pokud by byl, rozhodne o jeho vyloučení orgán veřejné moci, který jej v daném řízení znalcem ustanovil. Znalci při své činnosti užívají kulaté znalecké pečetě, kterou jim vydává ministerstvo spravedlnosti. Používá se především k označování listinného znaleckého posudku a obsahuje malý státní znak, jméno znalce a jeho obor. Znalecké posudky se zpracovávají v souladu s obecně uznávanými postupy a standardy daného oboru a zapisují se do Evidence znaleckých posudků, dalšího informačního systému veřejné správy, který provozuje ministerstvo spravedlnosti (dříve si každý znalec vedl vlastní znalecký deník). To jako orgán dohledu nad výkonem znalecké činnosti může dokonce posuzovat věcnou správnost každého znaleckého posudku.
Znalec má za výkon své činnosti právo na znalečné, zvýšené ještě o částku odpovídající DPH. Znalečné představuje jednak odměnu znalce a jednak náhradu hotových výdajů a náhradu za ztrátu času včetně času stráveného na cestě. Dále má znalec nárok na náhradu hotových výdajů a za ztrátu času konzultanta, ale jen pokud byl přibrán se souhlasem zadavatele posudku. Jak sazby odměn, tak výše těchto náhrad jsou určeny příslušnou vyhláškou ministerstva spravedlnosti.
Znalec požívá zvýšené trestní ochrany před vraždou, ublížením na zdraví, mučením, vydíráním, nebezpečným vyhrožováním a poškozováním cizí věci. Na druhou stranu jsou na něj v tomto směru kladeny i jisté požadavky řádného výkonu znalecké činnosti. Pokud by podal nepravdivý, hrubě zkreslený nebo neúplný znalecký posudek, mohl by být potrestán trestem odnětí svobody až na dva roky nebo zákazem činnosti. Podobně může být potrestán i za zamlčování podstatných okolností nebo za uvádění nepravd o nich.

## Kritika
Daniel Vaněk, soudní znalec pro odvětví genetika a kriminalistika, v roce 2012 (před přijetím nového zákona o znalcích) kritizoval nedostatečnou odbornost soudních znalců. Znalec totiž tehdy nebyl ze seznamu znalců vyškrtnut, pokud o to sám nepožádal nebo nespáchal nějaký trestný čin. Podle Vaňka pak tedy znaleckou činnost mohli vykonávat i lidé, kteří již dávno neměli přístup na specializovaná pracoviště, či za ně posudky vypracovávali načerno jejich bývalí kolegové. Dalším bodem Vaňkovy kritiky bylo to, že nebylo možné nijak postihnout špatný odborný posudek.